# Raiko Arozarena
Raiko Arozarena González (Pinar del Río, Cuba; 27 de marzo de 1997) es un futbolista cubano. Juega de portero en el Las Vegas Lights de la USL Championship. Es internacional absoluto por la selección de Cuba desde 2022. Además hermano del beisbolista Randy Arozarena.

## Trayectoria
Arozarena comenzó su carrera en el FC Pinar del Río de su país.
En abril de 2021, el portero fichó en el Tampa Bay Rowdies de la USL Championship estadounidense.

## Selección nacional
Debutó por la selección de Cuba el 15 de noviembre de 2022 ante República Dominicana por un amistoso.

## Clubes
| Club                        | País           | Año           |
| --------------------------- | -------------- | ------------- |
| FC Pinar del Río            | Cuba           | -2018         |
| Venados FC                  | México         | 2018-2020     |
| Cafetaleros de Chiapas      | México         | 2020          |
| Tampa Bay Rowdies           | Estados Unidos | 2021-2023     |
| Forward Madison FC (cedido) | Estados Unidos | 2022          |
| Las Vegas Lights            | Estados Unidos | 2024-presente |

## Vida personal
Es hermano de Randy Arozarena, beisbolista de las Grandes Ligas de Béisbol.